# Centrum Obsługi Przedsiębiorcy
Centrum Obsługi Przedsiębiorcy (COP) – samorządowa jednostka wojewódzka łódzkiego, która pełni funkcję Instytucji Pośredniczącej we wdrażaniu Regionalnych Programów Operacyjnych Unii Europejskiej województwa w zakresie współpracy z sektorem przedsiębiorstw. Działa od 1 marca 2008 roku.

## Zakres działalności
Centrum realizuje zadania związane z dysponowaniem funduszami europejskimi w ramach Regionalnych programów operacyjnych województwa. Centrum pełni funkcję Instytucji Pośredniczącej w ramach perspektywy finansowej na lata 2007-2013 oraz 2014-2020 a jego działalność obejmuje:
- Prowadzenie naborów i ocena wniosków o dofinansowanie projektów
- Zawieranie umów o dofinansowanie projektów
- Obsługa finansowa projektów
- Prowadzenie kontroli realizacji projektów
- Monitorowanie i sporządzanie raportów z realizacji działań
- Prowadzenia działań informacyjno-promocyjnych.